# Les Valls de Valira

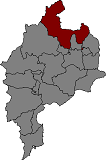
Położenie gminy na mapie comarki Alt Urgell

Les Valls de Valira – gmina w Hiszpanii,  w Katalonii, w prowincji Lleida, w comarce Alt Urgell.
Powierzchnia gminy wynosi 171,26 km². Zgodnie z danymi INE, w 2005 roku liczba ludności wynosiła 810, a gęstość zaludnienia 4,73 osoby/km². Wysokość bezwzględna gminy równa jest 740 metrów. Współrzędne geograficzne Les Valls de Valira to 42°23'N 1°27'E.

## Dynamika populacji
- 1991 – 818
- 1996 – 748
- 2001 – 739
- 2004 – 780
- 2005 – 810

## Miejscowości
W skład gminy Les Valls de Valira wchodzi 15 miejscowości:
- Anserall – liczba ludności: 95
- Arcavell – 46
- Arduix – 19
- Argolell – 38
- Ars – 33
- Asnurri – 36
- Baixos de Calbinyà – 92
- Bescaran – 89
- Calbinyà – 60
- Civís – 44
- La Farga de Moles – 23
- Os de Civís – 104
- Sant Antoni – 46
- Sant Joan Fumat – 51
- Sant Pere – 44